# Nybro (commune)
Pour la ville, voir Nybro.
La commune de Nybro est une commune suédoise du comté de Kalmar. 19 775 personnes y vivent. Son siège se situe à Nybro.